# Scaptesyle tetramita
Scaptesyle tetramita là một loài bướm đêm thuộc phân họ Arctiinae, họ Erebidae.